# 阿特伍德 (科羅拉多州)
阿特伍德（英語：Atwood）是位於美國科羅拉多州洛根縣的一個人口普查指定地區。

## 地理
阿特伍德的座標為40°32′43″N 103°16′25″W / 40.54528°N 103.27361°W，而該地最高點為海拔高度1217米（即3993英尺）。

## 人口
根據2010年美國人口普查的數據，阿特伍德的面積為9.20平方千米，均為陸地。當地共有人口133人，而人口密度為每平方千米14人。